# 趙世衡
趙 世衡（チョ・セヒョン、朝鮮語: 조세형、1931年8月22日 - 2009年6月17日）は、大韓民国の政治家、外交官。第10・13・14・15代韓国国会議員、元駐日大使。本貫は漢陽趙氏、キリスト教徒。

## 生涯
全羅北道金堤郡にて誕生。全州高等学校を経て、ソウル大学校文理大学を修了。
朝鮮日報にて政治部記者、ベトナム戦争従軍記者、京郷新聞にて編集部局長、中東戦争従軍記者、韓国日報にて外信部長、編集部局長、論説委員、編集委員を務めた。1979年、野党第一党の新民党の公薦でソウル城北区から国会議員に当選。その後、1988年の選挙に平和民主党から立候補、1992年の選挙に民主党から立候補し、いずれも勝利。しかしながら1996年の選挙にて判事出身の金学元に敗れ、政界引退の危機に遭った。
1997年、大統領選挙で金大中が勝利すると、趙世衡は新政治国民会議の総裁権限代行に就任。与党の重鎮として高い地位を確保した。1998年7月の補欠選挙にて光明市前市長の全在姫に勝利し、国会議員に復帰。
1999年4月、税風事件に関与したハンナラ党議員徐相穆の逮捕同意案が与党の数的優位にもかかわらず否決されると、趙世衡は総裁権限代行を退任。翌2000年の選挙にてハンナラ党の孫鶴圭に敗北。その後は新千年民主党副総裁、新千年民主党常任顧問を歴任。2002年から2004年まで駐日大使を務めた。
2009年6月1日、盧武鉉前大統領の死去に衝撃を受け、脳梗塞により入院。手術を受けたが回復せず、2009年6月17日に死亡した。

## 参考資料
- 조세형 - 大韓民国憲政会